# چشم‌آبی دم‌چنگالی
چشم‌آبی دم‌چنگالی (نام علمی: Pseudomugil furcatus) نام یک گونه از سرده ماهی‌های چشم‌آبی است.